# 赤い玉、
『赤い玉、』（あかいたま）は、2015年9月12日公開の日本映画。R-18指定作品。

## 概要
監督・脚本は高橋伴明。主演は奥田瑛二。他に主人公の愛人役を不二子、女子高生・律子役をオーディション選考による新人の村上由規乃が演じる。また高橋の妻である高橋惠子が出演と製作にも加わっている。高橋伴明が監督を手がけた作品としては、日本映画では史上初のヘアヌードで知られる『愛の新世界』以来、約20年ぶりのエロス映画となる。本作では、人生の後半における“老い”と“性”という不確実性の中で、更なる題材を求めて前向きに生きようとする男の人間模様を描いた。
2015年、第39回モントリオール世界映画祭のワールドグレイツ部門に出品された。

## あらすじ
大学教員に就きつつも映画監督である時田修次は、新作の撮影に臨んで行き詰っていた。時田は、愛人・唯の美貌に癒されながら脚本を練り、あくまでも経験に基づく作品を撮ろうと考えるが、そういった自分の生き方が、まるで映画の中でうろつく役柄のような気がしてならなかった。ところが、女子高生・律子との出会いによって、時田の心と人生に異変が起こり始める。

## キャスト
- 時田修次 - 奥田瑛二
- 大場唯 - 不二子
- 北小路律子 - 村上由規乃
- 矢島健一 - 花岡翔太
- 加藤愛子 - 土居志央梨
- 山田奈保
- 上川周作
- 水上竜士
- 青山プロデューサー - 柄本佑
- 百合子 - 高橋惠子

## スタッフ
- 監督・脚本：高橋伴明
- 製作：高橋惠子・小林良二・塩月隆史
- プロデューサー：大日方教史
- 音楽：安川午朗
- 撮影監督：小川真司
- 編集：鈴木歓
- 美術：木村彩愛
- 美術監修：嵩村裕司
- 録音：長谷川慎也・阪口和
- 整音：福田伸
- VFX：立石勝
- 助監督：山本起也
- 制作担当：笠原みどり
- 宣伝・配給：渋谷プロダクション
- 制作プロダクション・撮影協力：北白川派 - 京都造形芸術大学映画学科